# Parque nacional Hustai
El parque nacional Hustai (en mongol: Хустайн нуруу, lit. 'Montañas de abedul'), situado a uno 100 kilómetros de Ulán Bator la capital y ciudad más poblada de Mongolia, en la provincia de Töv (Aimag). También se le conoce como parque nacional Hustai Nurru. El río Tuul atraviesa el parque.

## Historia
El gobierno de Mongolia declaró el parque nacional Hustai como Área de Protección Especial en 1993, un año después del inicio del proyecto de reintroducción de caballo de Przewalski (Equus ferus przewalskii) en el Hustain Nuruu. El parque se extiende a través de las montañas Jenti y está situado en el borde occidental de la ecorregión de los pastizales de Mongolia y Manchuria en los límites de los distritos (sums) de Altanbulag, Argalant y Bayankhangai de la provincia de Töv. El parque está a unos 100 km al oeste de la capital de Mongolia, Ulaanbaatar.

## Clima y ecorregión
El clima de la región es semiárido templado y frío o estepario (clasificación climática de Köppen (BSk)). Este clima se caracteriza por inviernos duros y fríos y veranos frescos, cuando puede hacer calor durante el día y mucho frío por la noche, y frecuentes días ventosos y tormentosos. El clima es generalmente severo y variable con pocas precipitaciones.
El parque nacional Hustai se encuentra en la ecorregión de los pastizales de Mongolia y Manchuria. Esta ecorregión forma una gran media luna alrededor del desierto de Gobi, que se extiende a través del centro y este de Mongolia hacia la parte oriental de Mongolia Interior y el este y centro de Manchuria, y luego hacia el suroeste a través de la llanura del norte de China.

## Flora y fauna

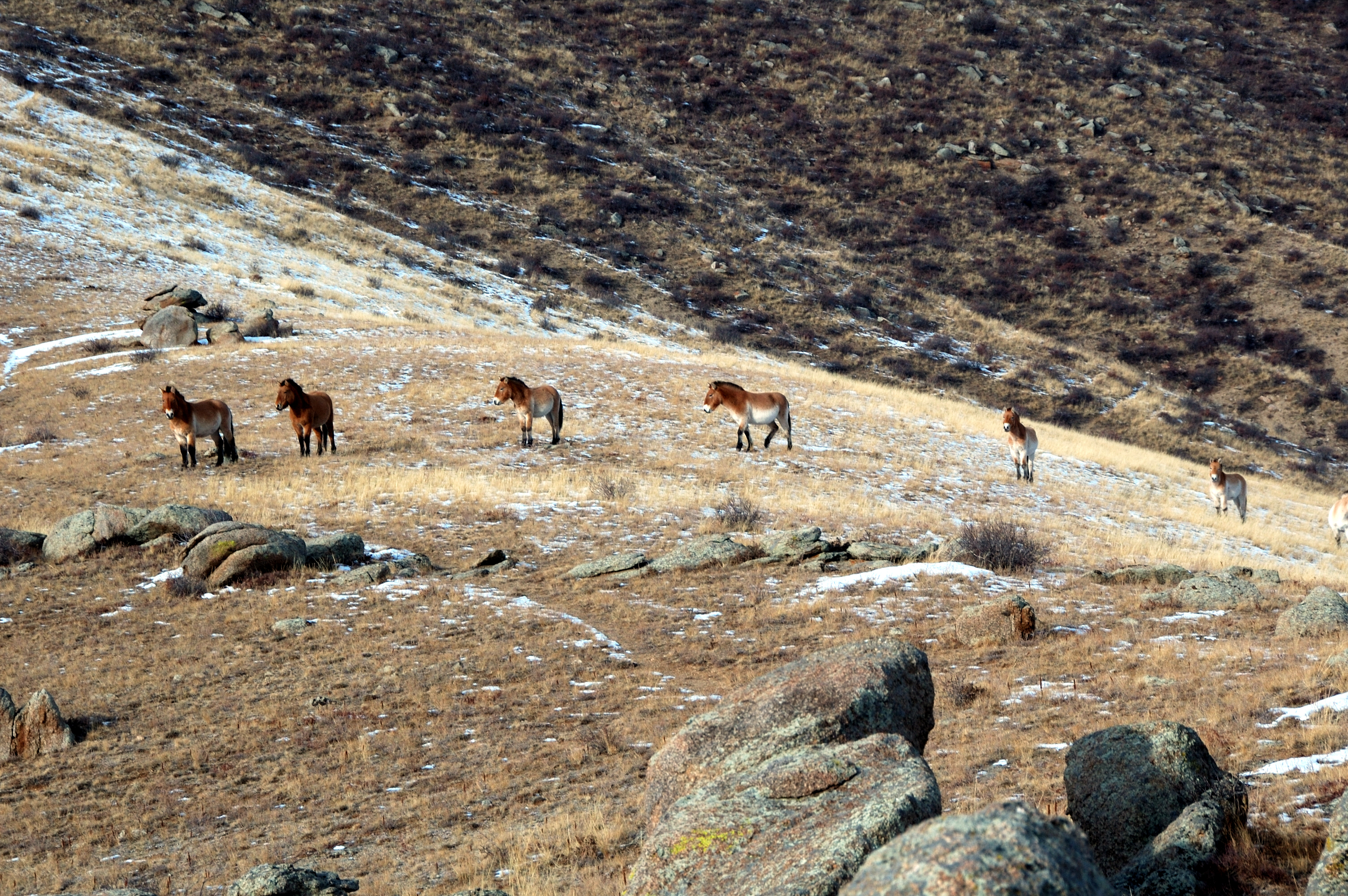
Una manada de caballos de Przewalski en el parque nacional de Hustai.

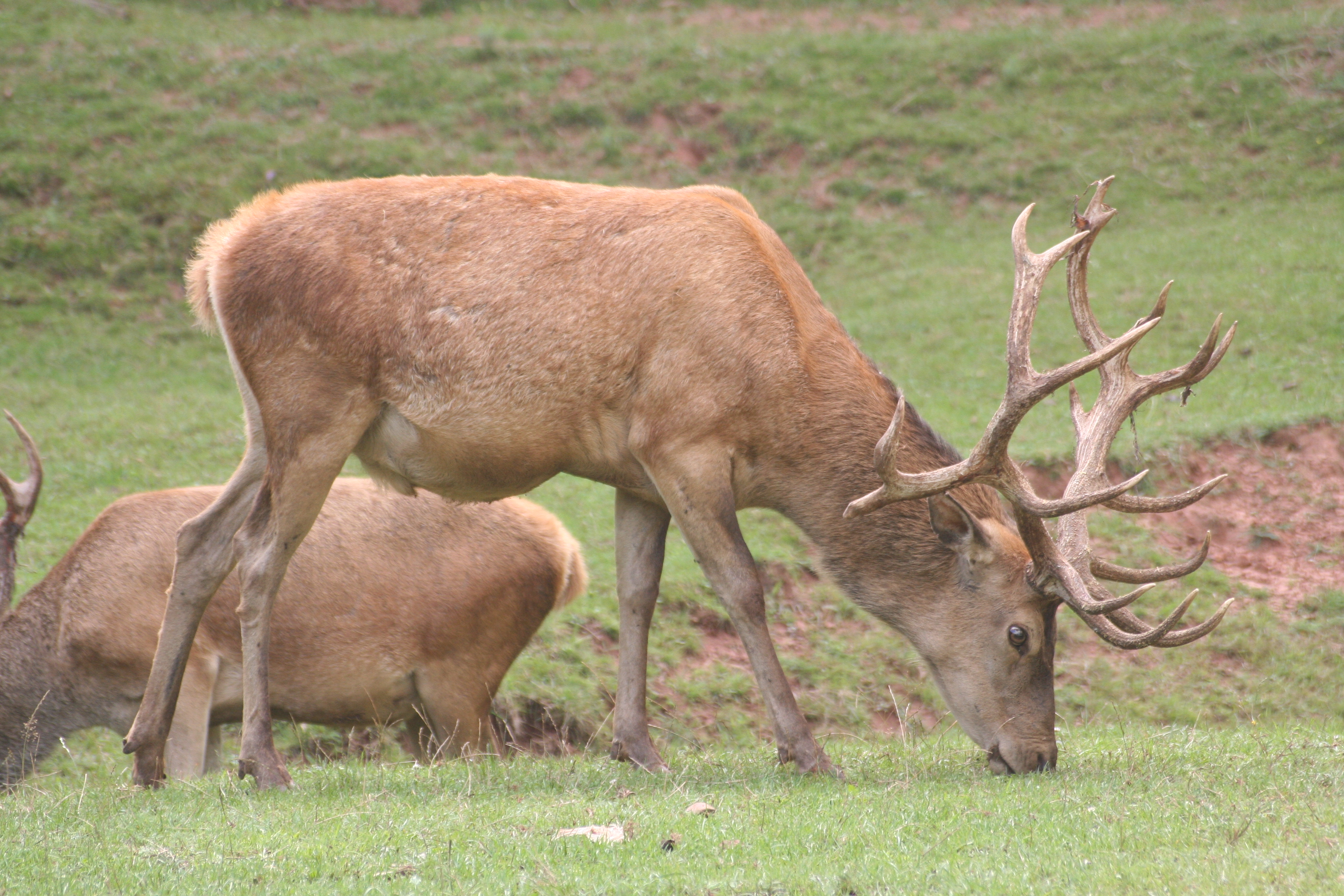
Gracias al programa de reintroducción del caballo de Przewalski y a una gestión de protección eficaz, la población de ciervos rojos ha aumentado sensiblemente. En la actualidad hay una población de 1300 individuos en el parque.

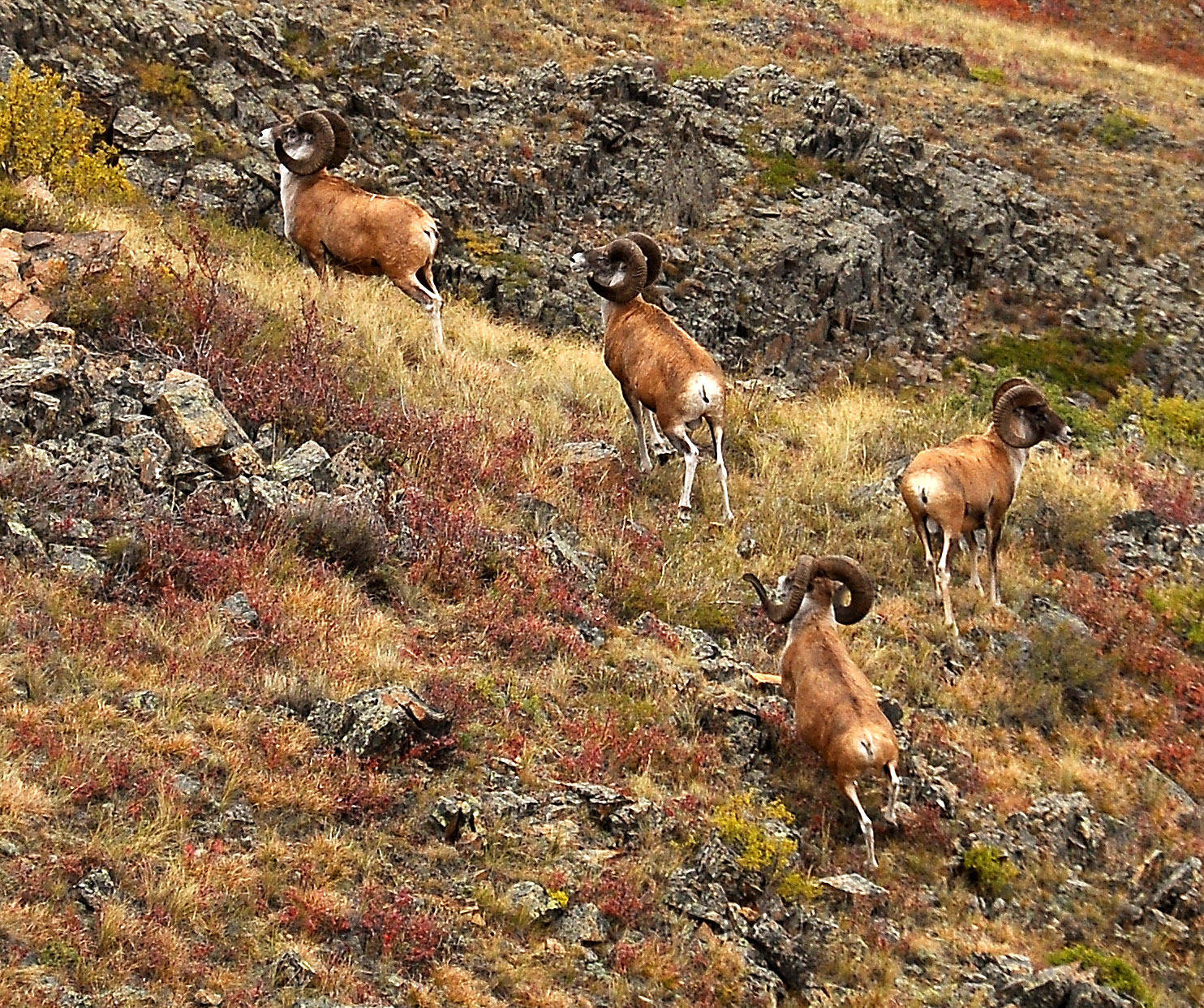
Algo similar ha ocurrido con el argalí (Ovis ammon). En el pasado, solo pasaban por el parque durante las migraciones de primavera y otoño. En 2003, aparecieron algunos ejemplares sedentarios y ahora forman una población permanente de más de 50 individuos

El parque cubre una extensa área de 50 600 hectáreas las cuales son el hogar de 493 especies de plantas vasculares pertenecientes a 247 géneros y 65 familias, siendo las Dicotiledóneas el grupo principal. Las principales familias de plantas son Asteraceae (67 especies), seguidas de Poaceae (56 especies), Fabaceae (51 especies), Rosaceae (33 especies) y Ranunculacea (24 especies). Estas cinco familias comprenden el 47,1 % de la flora total. Artemisia es el género más numeroso representado por 19 especies, seguido por Astragalus (14 especies), Potentilla (13 especies), Carex (11 especies), Allium (10 especies) y Oxytropis (10 especies). Juntos, representan el 16 % de todas las especies.
Según las autoridades del parque existen 55 especies, el parque se estableció para reintroducir el caballo de Przewalski (Equus ferus przewalskii) en su hábitat original. Por esa razón, expulsaron del parque a los ganaderos locales lo que provocó que los daños relacionados con el ganado disminuyeron significativamente. El parque es ahora un lugar favorable para que prospere la vida silvestre. Desde 1993, la mayoría de las especies de vida silvestre han aumentado sus poblaciones incluso han regresado algunas especies que antes habían desaparecido de la zona. Se han registrado especies como el ciervo del Altái (Cervus canadensis sibiricus), la gacela de Mongolia (Procapra gutturosa), el corzo (Capreolus capreolus), el jabalí (Sus scrofa), la oveja de las nieves (Ovis nivicola), el argalí (Ovis ammon), el ciervo común o rojo (Cervus elaphus), la marmota de Mongolia (Marmota sibirica), el lobo europeo (Canis lupus lupus), el lince euroasiático (Lynx lynx) el gato de Palas (Otocolobus manul), el zorro rojo (Vulpes vulpes), el zorro Corsac (Vulpes corsac) y el tejón euroasiático (Meles meles).
Las 217 especies de aves presentes en el parque incluyen águila real (Aquila chrysaetos), quebrantahuesos (Gypaetus barbatus), avutarda común (Otis tarda), cisne cantor (Cygnus cygnus), cigüeña negra (Ciconia nigra), perdiz dáurica (Perdix dauurica) y mochuelo (Athene noctua). Hay 16 especies de peces, 2 especies de anfibios y 385 especies de insectos (incluidas 21 especies de hormigas, 55 especies de mariposas, 10 especies de grillos y 29 especies de saltamontes). Se ha encontrado una nueva especie de insecto del suelo en Hustai y se le ha dado el nombre científico de Epidamaeus khustaiensis.
En 2002, la organización Man and the Biosphere Reserves de la Unesco certificó al Parque nacional Hustai como miembro de la red mundial de reservas naturales de la biosfera. El parque se inscribió como miembro de la UICN en 2007.

## Administración
El parque es una de las áreas especialmente protegidas mejor administradas de Mongolia y fue el primer parque administrado por una organización no gubernamental especializado en la conservación de la naturaleza y el medio ambiente. Entre 1993 y 2003, el parque estuvo bajo la administración de la Asociación de Mongolia para la Conservación de la Naturaleza y el Medio Ambiente. En 2003 se creó la ONG, Hustai National Park Trust (HNPT) y firmó un contrato con el Gobierno de Mongolia que delegó la gestión del parque en esta nueva ONG.
El HNPT lleva a cabo operaciones en cinco áreas principales de actividad de la siguiente manera:
1. Conservación y protección de los ecosistemas y sitios históricos del parque.
2. Reintroducción de la última especie de caballo salvaje, el Takhi, y creación de una población salvaje sostenible.
3. Organización de cursos internacionales de formación e investigación.
4. Desarrollo del ecoturismo.
5. Desarrollo de la zona de amortiguamiento alrededor del parque

El Trust tiene alrededor de 60 empleados, que trabajan en cinco unidades de la siguiente manera:
1. Administración
2. Formación e investigación
3. Protección
4. Turismo
5. Desarrollo de la zona de amortiguamiento

Desde 1993, el parque nacional Hustai ha implementado los siguientes proyectos internacionales, apoyados por el gobierno holandés:
1. Reservas naturales de Hustain Nuruu, 1993-1997
2. Conservación de la biodiversidad del parque, 1998-2003
3. Apoyo a la gestión del parque, 2004-2008
4. Desarrollo de medios de vida sostenibles en la zona de amortiguamiento del parque, 2004-2008
5. Adaptación a las condiciones cambiantes del parque y su zona de amortiguamiento, 2009-2012